# 錫爾斯蒙特 (緬因州)
錫爾斯蒙特（英語：Searsmont）是一個位於美國緬因州瓦多縣的鎮。

## 人口
根據2020年美國人口普查的數據，錫爾斯蒙特的面積為101.40平方千米，當中陸地面積為97.75平方千米，而水域面積為3.65平方千米。當地共有人口1400人，而人口密度為每平方千米14人。